# Dangyeong
Dangyeong, född 1487, död 1557, var Koreas drottning 1506, gift med kung Jungjong.   Hennes äktenskap arrangerades 1499. Paret fick inga barn. Hennes make försköt henne kort efter sitt tillträde, eftersom hennes far hade varit inblandad i kuppen mot hans företrädare. 